# Plebejus flavus
Plebejus flavus är en fjärilsart som beskrevs av Tutt 1909. Plebejus flavus ingår i släktet Plebejus och familjen juvelvingar. Inga underarter finns listade i Catalogue of Life.